# Безмісячна ніч
«Безмісячна ніч» (ісп. Una noche sin luna) — уругвайсько-аргентинський драматичний фільм, знятий Германом Техейрою. Світова прем'єра стрічки відбулась 19 вересня 2014 року на міжнародному кінофестивалі в Сан-Себастьяні. Фільм був висунутий Уругваєм на премію «Оскар-2016» у номінації «найкращий фільм іноземною мовою».

## У ролях
- Роберто Суарес —Антоніо
- Даніель Мелінго —Молжота
- Марсель Кеорогліан —Сезар
- Еліза Джальяно —Лаура